# 梅连斯克农村居民点
梅连斯克农村居民点（俄语：Меленское сельское поселение）是俄罗斯联邦布良斯克州斯塔罗杜布区所属的一个农村居民点。其下辖有18个居民点，行政中心为梅连斯克。据2015年统计，该农村居民点的人口为1971人。